# タイガー級巡洋艦
タイガー級巡洋艦（タイガーきゅうじゅんようかん、英語: Tiger-class cruiser）は、イギリス海軍の巡洋艦の艦級。元々はスイフトシュア級軽巡洋艦の発展型として建造されていたが、この設計では1隻が建造されたのみで、残り3隻は、第二次世界大戦終結後しばらく放置されたのちに防空巡洋艦に設計変更して建造され、更にこのうち2隻はヘリコプター巡洋艦に改装された。

## 軽巡洋艦

### 来歴
1941年秋に作成された1941年度補正計画では、イギリス海軍が同年度で計画していた重巡洋艦4隻のうち3隻が、フィジー級の系譜となる軽巡洋艦に振り替えられることになった。これらの3隻は、フィジー級の改良型として同年度の本計画で建造されていたスウィフトシュア級よりも更に改良された設計を採用することになり、これが本級となった。
本級は、極めて複雑な変遷をたどることになった。1941年度補正計画に盛り込まれたのは「ディフェンス」「シュパーブ」「タイガー」であった。またスウィフトシュア級として計画されていた「ベレロフォン」も、建造が中断されていたことから、タイガー級の設計によって建造されることになった。1942年度計画では更に7隻の建造が予定されていたが、このうち実際に命名されたのは「ブレイク」「ホーク」の2隻のみであった。そして1941年度補正計画艦のうち、「タイガー」は後に「ブレイク」と改称されたのち、更に「ベレロフォン」と改称されて、1944年度計画のネプチューン級へと振り替えられたが、結局、ネプチューン級の計画自体がキャンセルされた。一方、この改称に伴って、艦級名を維持するため、元々「ベレロフォン」として建造されていた艦が「タイガー」と改称されて、ネームシップを引き継いだ。
大戦の終結とともに、設計の改訂が検討されるようになった。既に工程が進んでいた「シュパーブ」はそのまま建造されたが、それ以外の4隻については様々な計画が俎上に載せられた。しかしいずれも実現せず、1945年10月に「ホーク」の建造はキャンセルされ、残り3隻も、造船所の要員を空母「イーグル」「セントー」に配分するため、1946年7月より、建造作業は棚上げ状態となった。

### 設計
基本設計はスウィフトシュア級をベースにしているが、船体幅はやや広げられた。船首楼型で3–4インチ (76–102 mm)の水線部装甲をもち、砲塔とその下部を4インチ以下の装甲で囲むという設計は、戦間期のイギリス巡洋艦に共通したものであった。
機関はフィジー級以降の構成が踏襲された。ボイラーはアドミラルティ式3胴缶4基で、蒸気性状は圧力400 lbf/in2 (28 kgf/cm2)、温度250 °F (121 °C)とされた。蒸気タービンはパーソンズ式ギアード・タービン4基で、72,500軸馬力を発揮した。ただし制御装置や計測・監視・操縦装置などの周辺機器は新型化・高性能化されている。

### 装備
主砲としては、50口径15.2cm砲（BL 6インチ砲Mk XXIII）を3連装のRP 10 Mk XXIV砲塔に搭載する計画であり、「シュパーブ」はこの仕様で建造された。同砲は、リアンダー級で採用されて以降、イギリス軽巡洋艦の主砲として連綿と搭載されてきた砲であり、同艦が最後の搭載艦となった。射撃指揮装置としては、盲目射撃に対応して275型レーダーを備えたMk.VI HA方位盤が搭載され、外見上の特徴となった。
対空兵器としては、45口径10.2cm高角砲（QF 4インチ砲Mk XVI）10門（連装5基）と39口径40mm高角機銃（ヴィッカース QF 2ポンド・ポンポン砲）18門（4連装4基＋単装2基）を搭載する計画であり、「シュパーブ」はこの仕様で建造された。またこれに加えて、70口径20mm機銃10門も備えていた。その後、1955年の時点では、ポンポン砲4連装4基は維持されていたほか、56口径40mm単装機銃10基（機力操縦2基＋人力操縦8基）が搭載されていた。

## 防空巡洋艦

### 来歴
1947年9月、砲術部長（DGD）は、棚上げ状態になっている3隻のタイガー級巡洋艦の有用性はまだ残っていると指摘して、活用法が検討されるようになった。当時、次世代の対空兵器としてシースラグ艦対空ミサイルの開発が進められていたが、順調に進んだとしても、装備化は1958年になると考えられていた。これに対し、本級は他の艦よりも改良された船体・機関を備えていたことから、来たるべきシースラグ搭載艦の防空力を100点とすると、他の大戦世代巡洋艦が20点であるのに対し、本級は40点に相当すると試算された。また新しいハーミーズ級航空母艦は、2基目のカタパルトを設置する代償として中口径砲を全廃していたことから、1948年3月には、これを援護するための防空艦が必要であると主張されるようになった。
このことから、これらの3隻は設計を変更し、新世代の対空砲を搭載した防空艦として建造されることになった。ちょうど朝鮮戦争と時期が重複し、また財政的な問題もあって作業は計画より遅延し、1959年3月から1961年3月にかけて順次に竣工した。上記の通り、本級はシースラグ搭載艦の就役までの漸進策としての性格があったが、実際には、シースラグ搭載のカウンティ級駆逐艦の就役開始よりも20ヶ月先行できただけであった。

### 装備
主砲としては、新型の両用砲であるMk.26が搭載された。これは50口径152mm砲（QF 6インチ砲Mk V）をMk XXVI連装砲塔と組み合わせたもので、口径・砲身長とも従来と同様だが、6インチ砲としては久しぶりの莢砲となった。水冷式の自動砲で、発射速度は毎分20発と倍増した。また砲塔には遠隔機力操縦（remote power control, RPC）が導入された。
対空兵器としては、新設計の70口径76mm連装砲（3インチ砲Mk.6）を採用した。これはアメリカ海軍が開発していたMk 26 3インチ砲を参考にしたもので、理論上は毎分120発の発射速度を発揮できるはずだったが、実際には90発程度に留まった。射撃指揮装置としては、50口径152mm連装砲とともにMRS-3が採用されており、艦橋上に2基、後部に1基、そして艦中部両舷に1基ずつが設置された。
また大戦中の経験を踏まえて、指揮・統制能力の強化が図られて、戦闘指揮所（AIO）は拡大された。空母に準じて、CDS戦術情報処理装置とDPT戦術データ・リンク装置の装備も検討されたものの、これは実現しなかった。

## ヘリコプター巡洋艦

### 来歴
1950年代末より、海軍では、護衛巡洋艦（Escort Cruiser）の計画に着手していた。これは艦隊防空ミサイルと哨戒ヘリコプターを搭載して、艦隊の防空・対潜防護を補完するとともに、独立行動能力も備えるものであった。特にイギリス海軍の航空母艦は比較的小型で、艦上機の搭載数が限られていたことから、航空母艦以外の艦からヘリコプターを運用できれば、その分、航空母艦には固定翼機を多く積めると考えられた。例えばヘリコプター8機を巡洋艦に移すことができれば、その分、航空母艦はブラックバーン バッカニア艦上攻撃機を2機多く搭載できると試算された。しかしポラリス搭載潜水艦4隻の導入に伴って、その予算を確保するため、一時的に計画は棚上げされた。
その間にも空母の搭載能力不足は課題でありつづけており、空母以外からのヘリコプター運用の模索も続いていた。そしてその結果、本級には新たな役割が見いだされることになった。1963年9月には、本級を改修することが、艦隊に必要な哨戒ヘリコプターを提供する最善の策であると結論された。

### 設計
改修にあたり、小規模改修から大規模改修まで3案が俎上に乗せられたが、最終的に、最も大規模な改修案が採択された。後檣から後方の装備は全て撤去されて、航空艤装が設置された。格納庫はかなり大型で、ウェストランド ウェセックス（後にシーキング）4機を収容できた。ヘリコプター甲板は水面からの高さ9メートルと高いレベルにあり、長さ35.7メートル×最大幅17.1メートルで、ウェセックス2機の同時発着に対応した。また新しいミサイル駆逐艦と同規模の整備機能を有していた。
その代償として、後部の50口径152mm連装砲1基と70口径76mm連装砲2基は撤去され、後者の代わりとして、舷側甲板上にシーキャット個艦防空ミサイルの4連装発射機2基を装備した。
なお、計画段階では、改修の所要期間は15ヶ月、費用は200万ポンドと見積もられたが、新しいウェセックスHAS.3ヘリコプターに対応するために改修範囲が拡充されたうえに工期も遅れたために、実際の改修期間・コストは当初の予定を超過した。

### 運用史
当初は3隻全てを改修する予定だったが、作業が長引き、「ブレイク」は1965年から1969年にかけて、また「タイガー」は1968年から1972年にかけて改修された。この遅延のために「ライオン」の改修は断念された。改修を受けた2隻は共にこの新しい任務に適合していると証明したものの、海軍全体の人員不足のなかで、旧式で所要人員が多いことが問題になり、1978年6月に「タイガー」が、翌1979年に「ブレイク」が予備役入りした。その後、1982年3月に勃発したフォークランド紛争の際に、2隻の現役復帰が検討され、実際に現役復帰に向けた作業も行われたが、5月中旬に紛争に間に合わないとして作業は中止され、そのまま1980年代に相次いで除籍された。
なお、本級の計画の源流となった護衛巡洋艦計画は上記のように棚上げされたが、1960年代末からは、その流れを汲んだ指揮巡洋艦（CCH）の計画がスタートしており、最終的に、シーハリアー艦上戦闘機の運用に対応したインヴィンシブル級航空母艦として結実して、1980年より就役を開始した。

## 諸元表
|            | 軽巡洋艦                                                                     | 防空巡洋艦                                                                   | ヘリコプター巡洋艦                                                           |
| ---------- | ---------------------------------------------------------------------------- | ---------------------------------------------------------------------------- | ---------------------------------------------------------------------------- |
| 満載排水量 | 11,560トン                                                                   | 11,700トン                                                                   | 12,080トン                                                                   |
| 全長       | 169.31 m                                                                     | 169.31 m                                                                     | 169.31 m                                                                     |
| 全幅       | 19.51 m                                                                      | 19.51 m                                                                      | 19.51 m                                                                      |
| 吃水       | 6.43 m                                                                       | 7.0 m                                                                        | 7.0 m                                                                        |
| 機関       | アドミラルティ式重油専焼三胴型水管ボイラー×4缶                               | アドミラルティ式重油専焼三胴型水管ボイラー×4缶                               | アドミラルティ式重油専焼三胴型水管ボイラー×4缶                               |
| 機関       | パーソンズ式ギヤードタービン×4基                                             |                                                                              |                                                                              |
| 機関       | スクリュープロペラ×4軸                                                       |                                                                              |                                                                              |
| 機関出力   | 80,000馬力                                                                   | 80,000馬力                                                                   | 80,000馬力                                                                   |
| 速力       | 最大31.5ノット                                                               | 最大31.5ノット                                                               | 最大31.5ノット                                                               |
| 航続距離   | 8,000海里 (16ノット巡航時)                                                   | 8,000海里 (16ノット巡航時)                                                   | 8,000海里 (16ノット巡航時)                                                   |
| 乗員       | 867名                                                                        | 716名                                                                        | 885名                                                                        |
| 兵装       | 50口径15.2cm3連装砲×3基                                                      | 50口径152mm連装砲×2基                                                        | 50口径152mm連装砲×1基                                                        |
| 兵装       | 45口径10.2cm連装砲×5基                                                       | 70口径76mm連装砲×3基                                                         | 70口径76mm連装砲×1基                                                         |
| 兵装       | 39口径40mm高角機銃×18門                                                      | 70口径76mm連装砲×3基                                                         | GWS.22 シーキャット PDMS 4連装発射機×2基                                     |
| 兵装       | 533mm3連装魚雷発射管×2基                                                     | －                                                                           | －                                                                           |
| 艦載機     | －                                                                           | －                                                                           | 哨戒ヘリコプター×4機 ※ウェセックスHAS.3→シーキングHAS.1/2                    |
| 装甲       | 舷側：83～89mm（水線面主装甲）、38～63.8mm（水線末端部）、89mm（弾薬庫側面） | 舷側：83～89mm（水線面主装甲）、38～63.8mm（水線末端部）、89mm（弾薬庫側面） | 舷側：83～89mm（水線面主装甲）、38～63.8mm（水線末端部）、89mm（弾薬庫側面） |
| 装甲       | 甲板：38～51mm（水平面）                                                     |                                                                              |                                                                              |
| 装甲       | 主砲塔：51mm（前盾）、25mm（側盾）                                           |                                                                              |                                                                              |
| レーダー   | n/a                                                                          | 960型 早期警戒用                                                             | 965M型 早期警戒用                                                            |
| レーダー   | n/a                                                                          | 992Q型 目標捕捉用                                                            |                                                                              |
| レーダー   | n/a                                                                          | 277Q型 高角測定用                                                            | 278型 高角測定用                                                             |
| レーダー   | n/a                                                                          | 903型 砲射撃指揮用×5基                                                       | 903型 砲射撃指揮用×2基                                                       |
| ソナー     | n/a                                                                          | 174型 中距離探索用                                                           | 174型 中距離探索用                                                           |
| ソナー     | n/a                                                                          | 176型 パッシブ捜索用                                                         |                                                                              |
| ソナー     | n/a                                                                          | 185型 海中電話                                                               |                                                                              |

## 同型艦
| #   | 艦名                  | 造船所                                        | 起工           | 進水            | 就役            | 除籍            |
| --- | --------------------- | --------------------------------------------- | -------------- | --------------- | --------------- | --------------- |
| 25  | シュパーブ HMS Superb | スワン・ハンター                              | 1942年 6月23日 | 1943年 8月31日  | 1945年 11月16日 | 1960年 8月8日   |
| C20 | タイガー HMS Tiger    | ジョン・ブラウン                              | 1941年 10月1日 | 1945年 10月25日 | 1959年 3月18日  | 1986年 9月23日  |
| C34 | ライオン HMS Lion     | スコッツ（進水まで） スワン・ハンター（艤装） | 1942年 6月22日 | 1944年 9月2日   | 1960年 7月20日  | 1975年 2月24日  |
| C99 | ブレーク HMS Blake    | フェアフィールド                              | 1942年 8月17日 | 1945年 12月20日 | 1961年 3月8日   | 1982年 10月29日 |

## 参考リンク
ウィキメディア・コモンズには、タイガー級巡洋艦に関するカテゴリがあります。
- TIGER Class cruiser本級のスペックと写真があるページ。（英語）